# Gally Anna Katalin
Gally Anna Katalin (Gally A. Katalin)  (Kide, 1944. szeptember 28. –) romániai magyar képzőművész.

## Életpályája
Középiskoláit a kolozsvári 3. sz. Középiskolában (jelenleg Apáczai Csere János Elméleti Líceum) végezte 1962-ben. 1965-ben diplomázott Kolozsváron a Pedagógiai Főiskola képzőművészeti szakán.

## Díjak/ösztöndíjak
- 1997 Kiváló tanár
- 2012 Székely Bertalan-díj

## Egyéni kiállítások
- 1986 Kolozsvár, 11-es sz. iskola
- 2000 Reményik Sándor Galéria, Kolozsvár
- 2002, 2004, 2007 Gy. Szabó Galéria, Kolozsvár
- 2001, 2005 IKE Galéria, Torda
- 2004, 2009 Teleki Magyar Ház, Nagybánya
- 2006 Quo Vadis Kávézó, Kolozsvár
- 2009 BMC székháza, Kolozsvár
- 2013 Györkös Mányi Albert-emlékház, Kolozsvár
- 2014 Minerva Ház, Kolozsvár

## Csoportos kiállítások
- 2002–2004, 2011–2014 Grafikai Szalon, Kolozsvár
- 2004–2014 Festészeti Szalon
- 2001–2014 Apáczai Galéria
- 2012–2014 BMC-tárlatok, Minerva Ház
- 2009 Sepsiszentgyörgy
- 2003–2005, 2007, 2009, 2011, 2014 Kovászna Múzeum, Csoma-tárlatok
- 2006 Teleki Magyar Ház, Nagybánya
- 2009 Hajdúszoboszló
- 2012 Vándorkiállítás, Szabadka, Topolya, Újvidék, Zenta
- 2012 Tiszakécske
- 2013 Reutlingen
- 2013 Kaposvár
- 2014 Sopron
- 2014 Kecskemét
- 2017 Szépművészeti Múzeum Kolozsvár

## Társasági tagság
- Barabás Miklós Céh
- Romániai Képzőművészek Szövetsége